# Фокс, Рик
Ульрих Александр «Рик» Фокс (англ. Ulrich Alexander "Rick" Fox; родился 24 июля 1969 года в Торонто) — канадский актёр, в прошлом профессиональный баскетболист. Играл на позиции лёгкого форварда за клубы Национальной баскетбольной ассоциации «Бостон Селтикс» и «Лос-Анджелес Лейкерс», в составе последнего три раза становился чемпионом НБА. Также выступал за национальную баскетбольную сборную Канады.

## Биография

### Ранние годы
Рик Фокс — сын канадской спортсменки, прыгуньи в высоту, участницы летних Олимпийских игр 1964 года Дианы Джерас. Рик родился в Торонто, а в три года с семьёй переехал на Багамы, родину своего отца. Он учился в академии Кингсуэй в Нассау, играл за школьную баскетбольную команду. В 1984 году Фокс перевёлся в старшую школу города Ворсоу в Индиане, где продолжил играть в баскетбол. В 1987 году Рик поступил в Университет Северной Каролины и четыре года играл за университетскую баскетбольную команду под руководством тренера Дина Смита, воспитавшего многих известных баскетболистов, в том числе Майкла Джордана. В 1991 году Фокс помог университетской команды дойти до финала четырёх чемпионата NCAA.

### Баскетбольная карьера
После окончания обучения в 1991 году Фокс выставил свою кандидатуру на драфт НБА и был выбран под 24-м номером клубом «Бостон Селтикс». По итогам своего дебютного сезона в НБА Фокс был включён во вторую сборную новичков. Лишь в своих последних сезонах за «Селтикс» (1995—1997) Фоксу удалось раскрыть свой потенциал и пробиться в стартовую пятёрку клуба.
В 1997 году Рик стал свободным агентом и подписал контракт с клубом «Лос-Анджелес Лейкерс», за который выступал до завершения своей спортивной карьеры. Хотя он играл в команде не самую заметную роль на фоне ведущих игроков, Шакила О’Нила и Коби Брайанта, Фокс помог «Лейкерс» три раза подряд, с 2000 по 2002 годы, выиграть чемпионат НБА.
В 1994 году Рик Фокс выступал за сборную Канады на чемпионате мира. На турнире канадцы уступили сборной Греции и заняли седьмое место.

### Актёрская карьера
Рик Фокс стал сниматься в кино ещё в бытность профессиональным баскетболистом. Его первые роли были в фильмах на баскетбольную тематику, «Азартная игра», «Эдди» и драме Спайка Ли «Его игра». В 2003 году он появился в фильме Клад, а также стал сниматься в телевизионных сериалах, в том числе играть персонажей, не связанных с баскетболом. Фокс снимался в эпизодических ролях в известных сериалах «Тюрьма Оз», «Холм одного дерева», «Грязь», «Кукольный дом», «Зажигай!», «Я — зомби», «Дурнушка» (в этом сериале Рик снялся вместе с бывшей женой Ванессой Уильямс), «Мелроуз Плейс». В 2008 году Фокс сыграл главную роль в романтической комедии «Знакомство с Браунами». В 2015 году он сыграл эпизодическую роль в телефильме «Акулий торнадо 3».

## Личная жизнь
У Рика Фокса есть сын Кайл от Кэри Хиллсмэн, с которой он встречался во время учёбы в университете.
В 1999 году Фокс женился на актрисе и певице Ванессе Л. Уильямс. 1 мая 2000 года у них родилась дочь Саша. После того, как в таблоиде The National Enquirer появились фотографии Фокса с другой женщиной, его представитель объявил, что уже более года пара движется к разводу. Фокс и Уильямс развелись в 2005 году.
В 2009 году в прессе появилась информация, что Фокс встречается с актрисой Элизой Душку.

## Статистика

### Статистика в НБА
| Сезон                                                                                    | Команда | Регулярный сезон | Регулярный сезон | Регулярный сезон | Регулярный сезон | Регулярный сезон | Регулярный сезон | Регулярный сезон | Регулярный сезон | Регулярный сезон | Регулярный сезон | Регулярный сезон | Серия плей-офф | Серия плей-офф | Серия плей-офф | Серия плей-офф | Серия плей-офф | Серия плей-офф | Серия плей-офф | Серия плей-офф | Серия плей-офф | Серия плей-офф | Серия плей-офф |
| Сезон                                                                                    | Команда | GP               | GS               | MPG              | FG%              | 3P%              | FT%              | RPG              | APG              | SPG              | BPG              | PPG              | GP             | GS             | MPG            | FG%            | 3P%            | FT%            | RPG            | APG            | SPG            | BPG            | PPG            |
| ---------------------------------------------------------------------------------------- | ------- | ---------------- | ---------------- | ---------------- | ---------------- | ---------------- | ---------------- | ---------------- | ---------------- | ---------------- | ---------------- | ---------------- | -------------- | -------------- | -------------- | -------------- | -------------- | -------------- | -------------- | -------------- | -------------- | -------------- | -------------- |
| 1991/92                                                                                  | Бостон  | 81               | 5                | 19,0             | 45,9             | 32,9             | 75,5             | 2,7              | 1,6              | 1,0              | 0,4              | 8,0              | 8              | 0              | 8,4            | 47,8           | 50,0           | 100,0          | 0,8            | 0,5            | 0,3            | 0,3            | 3,6            |
| 1992/93                                                                                  | Бостон  | 71               | 14               | 15,2             | 48,4             | 17,4             | 80,2             | 2,2              | 1,6              | 0,9              | 0,3              | 6,4              | 4              | 0              | 17,8           | 28,0           | 33,3           | 100,0          | 4,8            | 1,3            | 0,5            | 0,3            | 4,3            |
| 1993/94                                                                                  | Бостон  | 82               | 52               | 25,6             | 46,7             | 33,0             | 75,7             | 4,3              | 2,6              | 1,0              | 0,6              | 10,8             | Не участвовал  | Не участвовал  | Не участвовал  | Не участвовал  | Не участвовал  | Не участвовал  | Не участвовал  | Не участвовал  | Не участвовал  | Не участвовал  | Не участвовал  |
| 1994/95                                                                                  | Бостон  | 53               | 7                | 19,6             | 48,1             | 41,3             | 77,2             | 2,9              | 2,6              | 1,0              | 0,4              | 8,8              | Не участвовал  | Не участвовал  | Не участвовал  | Не участвовал  | Не участвовал  | Не участвовал  | Не участвовал  | Не участвовал  | Не участвовал  | Не участвовал  | Не участвовал  |
| 1995/96                                                                                  | Бостон  | 81               | 81               | 32,0             | 45,4             | 36,4             | 77,2             | 5,6              | 4,6              | 1,4              | 0,5              | 14,0             | Не участвовал  | Не участвовал  | Не участвовал  | Не участвовал  | Не участвовал  | Не участвовал  | Не участвовал  | Не участвовал  | Не участвовал  | Не участвовал  | Не участвовал  |
| 1996/97                                                                                  | Бостон  | 76               | 75               | 34,9             | 45,6             | 36,3             | 78,7             | 5,2              | 3,8              | 2,2              | 0,5              | 15,4             | Не участвовал  | Не участвовал  | Не участвовал  | Не участвовал  | Не участвовал  | Не участвовал  | Не участвовал  | Не участвовал  | Не участвовал  | Не участвовал  | Не участвовал  |
| 1997/98                                                                                  | Лейкерс | 82               | 82               | 33,0             | 47,1             | 32,5             | 74,3             | 4,4              | 3,4              | 1,2              | 0,6              | 12,0             | 13             | 13             | 32,9           | 44,7           | 39,6           | 82,6           | 4,5            | 3,9            | 0,8            | 0,2            | 10,9           |
| 1998/99                                                                                  | Лейкерс | 44               | 1                | 21,5             | 44,8             | 33,7             | 74,2             | 2,0              | 2,0              | 0,6              | 0,2              | 9,0              | 8              | 1              | 22,6           | 40,0           | 19,0           | 100,0          | 2,8            | 1,5            | 0,5            | 0,6            | 6,6            |
| 1999/00                                                                                  | Лейкерс | 82               | 1                | 18,0             | 41,4             | 32,6             | 80,8             | 2,4              | 1,7              | 0,6              | 0,3              | 6,5              | 23             | 0              | 14,4           | 45,2           | 46,2           | 76,2           | 1,7            | 1,2            | 0,4            | 0,0            | 4,3            |
| 2000/01                                                                                  | Лейкерс | 82               | 76               | 27,9             | 44,4             | 39,3             | 77,9             | 4,0              | 3,2              | 0,9              | 0,4              | 9,6              | 16             | 16             | 35,8           | 45,0           | 31,6           | 86,7           | 4,9            | 3,6            | 1,9            | 0,4            | 10,0           |
| 2001/02                                                                                  | Лейкерс | 82               | 82               | 27,9             | 42,1             | 31,3             | 82,4             | 4,7              | 3,5              | 0,8              | 0,3              | 7,9              | 19             | 19             | 34,3           | 48,2           | 34,9           | 75,5           | 5,4            | 3,4            | 1,1            | 0,3            | 9,8            |
| 2002/03                                                                                  | Лейкерс | 76               | 75               | 28,7             | 42,2             | 37,5             | 75,4             | 4,3              | 3,3              | 0,9              | 0,2              | 9,0              | 4              | 4              | 19,8           | 44,4           | 50,0           | 75,0           | 1,5            | 1,8            | 0,3            | 0,3            | 6,0            |
| 2003/04                                                                                  | Лейкерс | 38               | 34               | 22,3             | 39,2             | 24,6             | 73,3             | 2,7              | 2,6              | 0,8              | 0,1              | 4,8              | 16             | 3              | 9,1            | 40,0           | 14,3           | 50,0           | 1,4            | 1,1            | 0,2            | 0,1            | 1,1            |
|                                                                                          | Всего   | 930              | 585              | 25,5             | 45,0             | 34,9             | 77,0             | 3,8              | 2,8              | 1,0              | 0,4              | 9,6              | 111            | 56             | 22,8           | 44,4           | 36,0           | 80,1           | 3,2            | 2,2            | 0,8            | 0,2            | 6,6            |
| Наведите курсор мыши на аббревиатуры в заголовке таблицы, чтобы прочесть их расшифровку. |         |                  |                  |                  |                  |                  |                  |                  |                  |                  |                  |                  |                |                |                |                |                |                |                |                |                |                |                |